# Diplurodes semiparata
Diplurodes semiparata är en fjärilsart som beskrevs av Walker 1861. Diplurodes semiparata ingår i släktet Diplurodes och familjen mätare. Inga underarter finns listade i Catalogue of Life.